# Мёльсхайм
Мёльсхайм (нем. Mölsheim) — община в Германии, в земле Рейнланд-Пфальц. 
Входит в состав района Альцай-Вормс. Подчиняется управлению Монсхайм.  Население составляет 593 человека (на 31 декабря 2010 года). Занимает площадь 4,62 км².